# HD 152815
HD 152815，又名BD+21 3002，SAO 84687、HR 6287，是一颗恒星，视星等为5.41，位于銀經40.68，銀緯34.59，其B1900.0坐标为赤經16h 50m 36.6s，赤緯+21° 34.59′ 10″。